# Camperduin
Camperduin est un village de Hollande-Septentrionale, partie de la municipalité de Bergen, à 12 km au nord-ouest d'Alkmaar.

## Histoire
Le village est célèbre pour la Bataille de Camperdown qui eut lieu au large de celui-ci le 11 octobre 1797.